# 鹿児島新報
鹿児島新報（かごしましんぽう）はかつて株式会社鹿児島新報社が発行していた鹿児島県の地方新聞である。2004年5月5日付で廃刊。

## 歴史
1959年に鹿児島毎日新聞として創刊。同じ鹿児島県の地方紙・南日本新聞から移籍した社員や役員などが、いわさきグループなど地元財界と協力して運営。1960年より現題号。社会面・地元関連記事を紙面の冒頭に持ってくるなど、地元密着型の紙面づくりを目指した。しかし1973年にいわさきが撤退すると売上面などで伸び悩み、累積赤字も抱えていたことから、2004年5月5日付で廃刊となり、発行母体の鹿児島新報社は同日に鹿児島地方裁判所に対し自己破産を申し立てた。負債総額は21億円。
廃刊目前の2004年3月13日に九州新幹線の鹿児島中央 - 熊本県・新八代間が開業した日の紙面はカラーで展開し、鹿児島県最大のトピックスを地方紙らしく報じた。
公称部数は最大で5万部ほどであったが、廃刊時には3万部を下回っていた。日本ABC協会調べによる1992年10月時点の部数は41,303部（同時点の鹿児島県内の朝刊合計は564,074部、南日本新聞は380,377部）であった。
廃刊後は元社員や賛同者による参加型ホームページ「みんなでネット鹿児島」が開設され、1年ほど運用された。鹿児島市城南町にあった社屋敷地は全国労働者共済生活協同組合連合会（全労済）が購入し、2006年に鹿児島県本部会館が建設された。

## 会社概要
（以下は2004年2月のデータ）
- 設立：1957年（昭和32年）5月3日
- 資本金：2億円
- 発行部数：約5万部
- 役員：取締役会長・代表取締役社長・取締役相談役・取締役総務局長兼印刷局長・取締役営業統括兼広告局長・取締役支社統括兼東京支社長・取締役編集企画担当・取締役（非常勤）・監査役
- 社員：115名
- 住所

本社　〒892－8551　鹿児島市城南町7－28
支社　東京・大阪・福岡

## 主催事業
（以下は2004年2月のデータ）
- 1月
  - 新入学児童の集い
  - 大隅地区新入学児童の集い
  - 県東西対抗剣道大会・選抜剣道選手権大会
- 2月
  - 姶良地区新入学児童の集い
  - 隼人・国分地区新入学児童の集い
- 3月
  - 県ちびっこソフトボール大会
- 4月
  - 新報くらしとすまい教室
  - 山形屋杯争奪新報サッカーフェスティバル
- 5月
  - 鹿児島市ちびっこソフトボール新人大会
- 6月
  - 全大隅地区少年剣道錬成大会・女子剣道選手権
- 7月
  - 県外優秀企業ガイダンス
  - 新報杯オープンゴルフ大会
- 8月
  - 県アマチュアゴルフ選手権・新報サーキットゴルフ大会
  - 夏休み豆記者社会探訪
- 9月
  - 鹿児島市家庭婦人ソフトボール大会
- 10月
  - ロードレース大会
- 11月
  - 新報杯争奪県シニアゴルフ選手権
  - 鹿児島市ちびっこソフトボール大会
  - 鹿児島新報社杯ソフトテニス大会
- 12月
  - 鹿児島県ちびっこサッカー選手権大会